# مدرسة الشرطة بسطيف
مدرسة الشرطة بسطيف  هي أحد مراكز تكوين الشرطة الجزائرية، تم إنشائها  لتلبية الحاجيات التكوينية للشرطة الجزائرية وذلك بمدينة سطيف. 